# Charter Oak, Iowa
Charter Oak là một thành phố thuộc quận Crawford, tiểu bang Iowa, Hoa Kỳ. Năm 2010, dân số của thành phố này là 502 người.

## Dân số
Dân số qua các năm:
- Năm 2000: 530 người.
- Năm 2010: 502 người.